# Jaume Aulet i Amela
Jaume Aulet i Amela (Terrassa, Vallès Occidental, 1959) és un historiador de la literatura, escriptor i professor universitari català.
Estudià Filologia Catalana a la Universitat Autònoma de Barcelona, on es doctorà el 1989 i on exerceix la docència, com a professor de literatura catalana. S'ha dedicat, sobretot, a l'estudi del Noucentisme i de la poesia catalana contemporània, temes sobre els quals ha publicat diversos llibres, com L'obra de Josep Carner (1991) o Josep Carner i els orígens del Noucentisme (1992), treball que va merèixer dos premis, el Jordi Rubió i Balaguer (1989), d'història de la literatura catalana, i el Manuel Milà i Fontanals (1991), a la millor tesi doctoral. També és autor de l'Antologia de la poesia noucentista (1997). També ha publicat nombroses edicions de textos i estudis diversos, especialment sobre la poesia dels anys seixanta, la d'exili, el conte de postguerra o la poesia més estrictament coetània. Des de l'any 2005 és membre del consell de redacció de la revista “Estudis Romànics” de l'Institut d'Estudis Catalans, i, des del 1997, coordina la col·lecció “Papers Bartra”, dedicada a la difusió de la documentació conservada en l'arxiu del poeta Agustí Bartra. Així mateix, ha treballat en tasques de coordinació del Diccionari de Literatura Catalana (període 1890-1936) publicat per la Fundació Enciclopèdia Catalana. Durant la seva trajectòria professional també s'ha ocupat de l'ensenyament de la literatura, especialment en el pas de l'educació Secundària a la universitat.